# Corey Haim

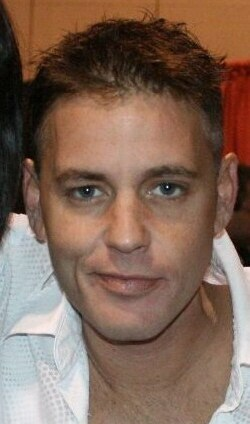
Corey Haim (2008)

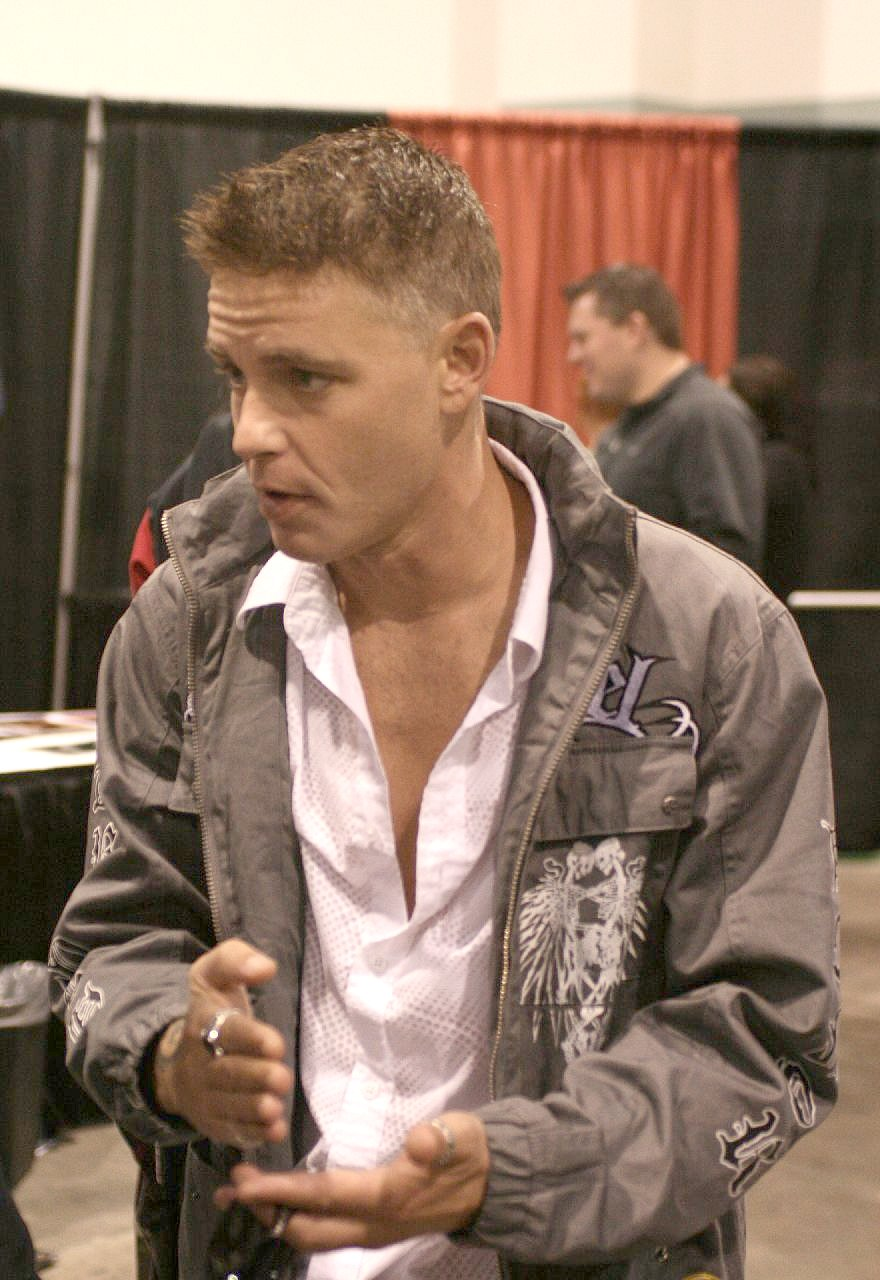
Corey Haim (2008)

Corey Ian Haim (* 23. Dezember 1971 in Toronto, Ontario; † 10. März 2010 in Burbank, Kalifornien) war ein kanadischer Schauspieler. Seine größten Erfolge verzeichnete er in den 1980er Jahren als Kinderstar und Teenie-Idol.

## Leben und Wirken
Corey Haim trat erstmals in Werbespots und in der kanadischen Fernsehserie The Edison Twins auf, die von 1982 bis 1986 bei CBC ausgestrahlt wurde. 1986 erhielt er den Young Artist Award für seine Leistung in dem Fernseh-Film A Time to Live. 1987 wurde er für seine Rolle in The Lost Boys erneut für den Young Artist Award nominiert. Mit diesem Film begann zugleich seine wiederkehrende Zusammenarbeit mit Corey Feldman.
Im Jahr 1989 erhielt Haim den Bravo Otto als bester Schauspieler. Seine größten Erfolge feierte er Mitte bis Ende der 1980er. 1995 nahm er seine erste CD You give me everything auf. In den 1990er Jahren entwickelte Haim jedoch eine zunehmende Abhängigkeit von Kokain und Crack, von der er sich trotz Entziehungsmaßnahmen bis zu seinem Tode nicht vollständig erholte. Dies führte dazu, dass sich seine Auftritte in den letzten Jahren vor seinem Tod auf kleine Rollen in weniger bekannten Filmen beschränkten.
Haim starb am 10. März 2010 38-jährig im Providence St. Joseph Medical Center in Burbank nach langjähriger Drogensucht an den Folgen einer Lungenentzündung und einer Herzerkrankung.
Nach Corey Haims Tod bestätigte sein Filmpartner Corey Feldman in einem Interview der ABC-Show Nightline im August 2011 Aussagen aus ihrer Reality-Show The Coreys zum Kindesmissbrauch in der Unterhaltungsindustrie der 1980er Jahre. Beide seien sexuellem Missbrauch zum Opfer gefallen.

## Filmografie (Auswahl)
- 1982–1986: The Edison Twins (Fernsehserie)
- 1984: Moving in – Eine fast intakte Familie (Firstborn)
- 1985: Crazy Love – Liebe schwarz auf weiß (Secret Admirer)
- 1985: Der Werwolf von Tarker Mills (Silver Bullet)
- 1985: Ein kurzes Leben lang (A Time to Live, Fernsehfilm)
- 1985: Die zweite Wahl – Eine Romanze (Murphy’s Romance)
- 1986: Lucas
- 1987: Roomies (Fernsehserie)
- 1987: The Lost Boys
- 1988: Daddy’s Cadillac (License to Drive)
- 1988: Watchers – Gnadenlos gejagt (Watchers)
- 1989: Dream a Little Dream
- 1990: Rollerboys (Prayer of the Rollerboys)
- 1991: Fast Getaway
- 1991: The Teen-Dream-Machine – Eine Leiche gibt Vollgas (The Dream Machine)
- 1992: Blown Away – Ausgelöscht
- 1992: Double O’Kid – Auf der Spur des Terrors (The Double O Kid)
- 1992: Oh, What a Night
- 1993: He’s My Girl II (Anything for Love)
- 1994: Sam und Dave – Zwei Ballermänner auf Tauchstation (National Lampoon’s Last Resort)
- 1994: The Getaway Coup – Schon wieder auf der Flucht (Fast Getaway II)
- 1995: Dangerous Dreams – Gefährliche Träume (Dream a Little Dream 2)
- 1995: Life 101
- 1996: Shooter on the Side (Kurzfilm)
- 1996: Snowboard Academy
- 1996: Demolition High
- 1997: Fever Lake
- 1997: Die Chaotentruppe vom 6. Revier (Busted)
- 1997: Demolition U (Demolition University)
- 1997: Never Too Late
- 1998: PSI Factor – Es geschieht jeden Tag (PSI Factor: Chronicles of the Paranormal, Fernsehserie)
- 1998: Merlin (Fernsehfilm)
- 2000: Todesschuss im Schnee (Without Malice, Fernsehfilm)
- 2002: The Backlot Murders
- 2003: Dickie Roberts: Kinderstar (Dickie Roberts: Former Child Star)
- 2007–2008: The Two Coreys (Fernsehserie)
- 2007: Universal Groove
- 2008: Lost Boys 2: The Tribe
- 2009: Crank 2: High Voltage
- 2009: Shark City
- 2009: New Terminal Hotel
- 2009: American Sunset
- 2010: Decisions

## Trivia
2004 veröffentlichte die irische Band The Thrills einen Song mit dem Titel: Whatever happened to Corey Haim?